# Тейн Бейкер
Волтер Тейн Бейкер (англ. Walter Thane Baker; нар. 4 жовтня 1931) — американський легкоатлет, який спеціалізувався в бігу на короткі дистанції.

## Із життєпису
Олімпійський чемпіон в естафеті 4×100 метрів (1956).
Срібний (1952) та бронзовий (1956) олімпійський призер у бігу на 200 метрів.
Срібний олімпійський призер у бігу на 100 метрів (1952).
Ексрекордсмен світу з бігу на 200 метрів, а також в естафетах 4×100 метрів та 4×220 ярдів.
Чемпіон США з бігу на 200 метрів (1956).
Отримав економічну освіту в Університеті штату Канзас.
Служив у Повітряних силах США, працював у нафтовому бізнесі. Паралельно виступав на ветеранських легкоатлетичних змаганнях, був світовим рекордсменом на 100-метрівці у вікових групах 40-44 та 45-49 років, працював суддею-стартером на національних та місцевих змаганнях.

## Основні міжнародні виступи
| Рік  | Змагання         | Місто     | Місце            | Дисципліна | Примітки         |
| ---- | ---------------- | --------- | ---------------- | ---------- | ---------------- |
| 1952 | Олімпійські ігри | Гельсінкі | 2                | 200 м      |                  |
| 1956 | Олімпійські ігри | Мельбурн  | 2                | 100 м      | Відео на YouTube |
| 1956 | 3                | 200 м     | Відео на YouTube |            |                  |
| 1956 | 1                | 4×100 м   |                  |            |                  |

## Визнання
- Член Зали слави ветеранської легкої атлетики США (1999)[1]